# バレオ
株式会社バレオは、北海道札幌市に本社を置き、主として医薬品の卸売を行う会社であった。1991年4月、眞鍋薬品が存続会社となり、寿原薬粧(札幌市)、大槻中央薬品(北見市)、多田薬品(室蘭市)、高木薬品(函館市)、帯広眞鍋薬品(帯広市)と合併、丸一斎藤薬品(札幌市)からは営業権を譲受し、株式会社バレオに商号変更。代表取締役に眞鍋雅昭が就任(本社所在地は札幌市中央区北3条28丁目375サンテビル）。
社名の「バレオ (valeo)」は、ラテン語で「健康で活気がある」という意味をもつ。

## 概要
- 本社所在地：北海道札幌市中央区北3条西28-2-1
- 営業所：札幌市・岩見沢市・砂川市・小樽市・室蘭市・苫小牧市・旭川市・名寄市・稚内市・釧路市・帯広市・北見市・函館市・恵庭市

## 沿革
- 1991年（平成3年）4月
  - 眞鍋薬品、大槻中央薬品、寿原薬粧、多田薬品、高木薬品、帯広眞鍋薬品の6社が合併し、丸一斉藤商店から営業権を譲り受けて、「株式会社バレオ」設立。
  - 16営業所を支店に昇格。
  - 「函館第一支店」「函館第二支店」「帯広支店」「北見第一支店」（現・北見支店）「北見第二支店」「北見第三支店」（現・紋別営業所）「室蘭支店」「札幌ヘルスケア支店」「旭川ヘルスケア支店」開設。
- 1993年（平成5年）10月 -「ヘルスケア物流センター」開設（現 ヘルスケアセンター）。
- 1994年（平成6年）4月 -「札幌厚別支店」「新港支店」開設。
- 1996年（平成8年）4月
  - 「ヘルスケア第四支店」開設（現 ヘルスケア支店）。
  - 「アラメントショップ」開設。
- 1996年（平成8年）11月 - 札幌証券取引所に上場。
- 1997年（平成9年）1月 - 子会社として「株式会社マルベリー」を設立。
- 1997年（平成9年）7月 -「サンエス」「三星堂」「アステム」と物流部門で業務提携。
- 1998年（平成10年）8月 -「ホシ伊藤」との合併契約書締結。
- 1999年（平成11年）4月 -「ホシ伊藤」と合併し「ほくやく」に商号変更。

## 主な取引メーカー
- 武田薬品工業
- 三共
- 田辺製薬
- 中外製薬
- 大日本製薬
- 住友製薬
- 萬有製薬
- 協和発酵
- 台糖ファイザー
- エーザイ
- 科研製薬
- 日研化学
- 藤沢薬品
- 山之内製薬